# 笑顔と涙の遠い道
『笑顔と涙の遠い道』（えがおとなみだのとおいみち）は、美空ひばりのシングル。1964年9月5日に日本コロムビアから発売された。

## 概要
- A面『笑顔と涙の遠い道』は、TBSテレビ「美空ひばり劇場」主題歌[1]であり、1965年4月6日 - 同27日に放映された「出雲のお国」で流された[2]。2012年に発売された『にっぽん歌紀行』は全都道府県をテーマに唄った作品を集めたコンピレーションアルバム[2]であるが、島根は同曲が選ばれている[3]。
- B面『さよならの向うに』は、前作『髪』に続く中村メイコ・神津善行夫妻の作品であり、1989年2月7日に福岡県北九州市の九州厚生年金会館で行われた生涯最後の公演でも、『髪』、『夾竹桃の咲く頃』（1966年）と共に歌唱された。同曲は公演夜の部の最後に歌唱され、ひばり生涯最後の歌声となったが、誰もラストコンサートとは思っていなかったために映像は残されていない[4]。しかし、専属バンドの指揮者・チャーリィ脇野がバンドの音をチェックする為にカセットテープに録音しており[4]、その音源が2005年にCD化されている[5]。

## 収録曲
1. 笑顔と涙の遠い道
  - 作詞：関沢新一、作曲：原信夫、編曲：佐伯亮
2. さよならの向うに
  - 作詞：中村メイコ、作曲・編曲：神津善行